# Uzeste
Uzeste is een gemeente in het Franse departement Gironde (regio Nouvelle-Aquitaine). De plaats maakt deel uit van het arrondissement Langon. Uzeste telde op 1 januari 2022 467 inwoners.

## Geografie
De oppervlakte van Uzeste bedroeg op 1 januari 2022 26,05 vierkante kilometer; de bevolkingsdichtheid was toen 17,9 inwoners per km².

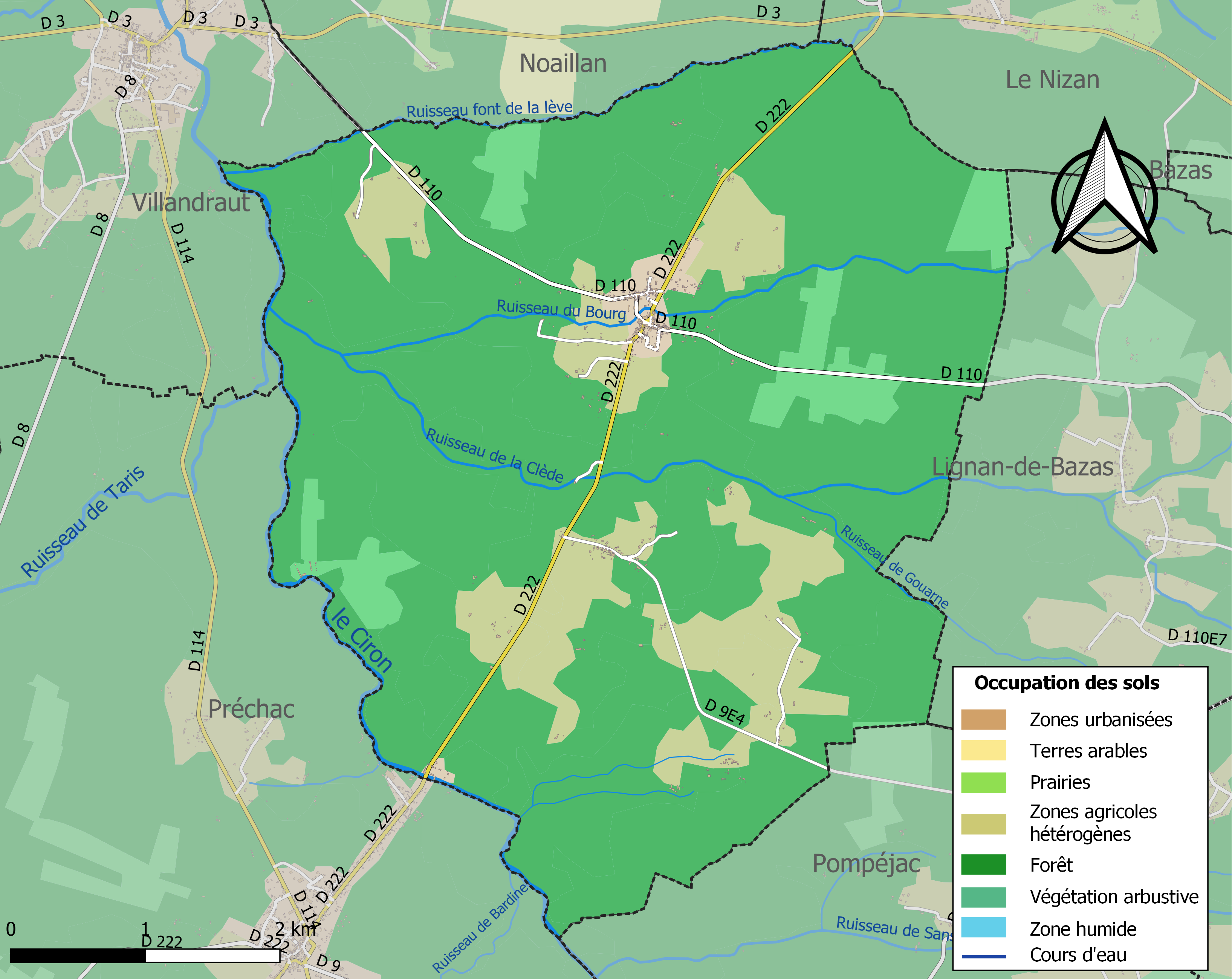
Kaart van de gemeente met belangrijkste infrastructuur, bodemgebruik en omliggende gemeenten

## Demografie
Onderstaande figuur toont het verloop van het inwonertal (bron: INSEE-tellingen).

## Bezienswaardigheden
- In de gotische Notre-Dame staat het graf van paus Clemens V.